# Montserrat Armengou
Montserrat Armengou i Martín (Barcelona, 1963) es una periodista española.
Inició su actividad profesional en la prensa escrita y en revistas, entrando a trabajar en 1985 en Televisió de Catalunya-TV3 (30 Minuts, Sense Fició),donde junto con Ricard Belis ha realizado documentales como  "Los niños perdidos del franquismo" (2002), "Las fosas del silencio" (2003), "El convoy de los 927" (2004), "Ravensbrück, el infierno de las mujeres" (2005), "Ramón Perera, el hombre que salvó Barcelona" (2006), "Devolvedme a mi hijo" (2011), "Monarquía o república" (2012), "¿Qué comemos?" (2012), "Te sacaré de aquí, abuelo" (2013), "Polio, crónica de una negligencia" (2014), "A la derecha y más allá" (2014), "Los internados del miedo" (2015), "Pastilla busca enfermedad" (2016), etc. 
En 2002 realizó, junto con Ricard Bellis el documental "Los niños perdidos del franquismo", por el que fueron galardonados con el Premio Nacional de Periodismo de Cataluña concedido ese año por la Generalidad por su aportación relevante al periodismo de investigación histórica que representa un progreso en este género periodístico en la televisión.
Ha escrito varios libros con su compañero Ricard Bellis, basados en sus documentales.
Sus documentales se caracterizan per ser un instrumento de recuperación de la memoria histórica de los crímenes del franquismo y de reparación de las víctimas en ausencia de políticas de Estado.